# السينما الهندية
تضم السينما الهندية الأفلام التي تنتجها الهند. تحظى السينما بشعبية كبيرة في الهند، إذ يُنتَج نحو 2000 فيلم بلغات مختلفة سنويًا. تنتج السينما الهندية أفلامًا يشاهدها أكبر عدد من الأشخاص مقارنةً بأي بلد آخر. بيع أكثر من 3.5 مليار تذكرة في الهند سنة 2011، أكثر من هوليوود بـ900 ألف.
مومباي وحيدر أباد وكلكاتا وتشيناي وتريفاندروم وكوتشي وبنغالور هي المراكز الرئيسية لإنتاج الأفلام في الهند.
منذ 2013، احتلت الهند المرتبة الأولى في إنتاج الأفلام سنويًا، تليها نوليوود (نيجريا) وهوليوود والصين. أنتجت الهند 1602 فيلمًا سنة 2012. وبلغت الإيرادات الإجمالية لصناعة الأفلام الهندية 1.86 مليار دولار (93 مليار روبية) سنة 2011. بلغ إجمالي إيرادات شباك التذاكر سنة 2015 في الهند 2.1 مليار دولار أمريكي، أي الثالثة عالميًا.
بلغ إجمالي إيرادات السينما الهندية 1.3 مليار دولار أمريكي سنة 2000، وتنقسم السينما الهندية على أساس اللغة. تُعرف صناعة الأفلام باللغة الهندية باسم بوليوود، وهي القطاع الأكبر، إذ تمثل 43٪ من إيرادات شباك التذاكر. تمثل الإيرادات المجمعة لصناعات الأفلام التاميلية والتيلوجو 36٪. تشمل صناعة السينما في جنوب الهند خمس ثقافات سينمائية: التيلوجو والتاميلية والمالايالامية والكانادا وتولو. السينما البنغالية هي ثقافة سينمائية بارزة أخرى معروفة باسم توليوود، ارتبطت إلى حد بعيد بحركة السينما الموازية، على النقيض من أفلام المسالا الأشهر بين أفلام بوليوود والتاميلية.
السينما الهندية مؤسسة عالمية، تحظى أفلامها بالمتابعة في جنوب آسيا وأوروبا وأمريكا الشمالية والشرق الأوسط وشرق إفريقيا والصين، وأماكن أخرى تصل إلى أكثر من 90 دولة. أصبحت الأفلام البيوغرافية بانضمام دانغال أفلامًا عابرة للحدود تجاوزت 300 مليون دولار في جميع أنحاء العالم. يشاهد ملايين الهنود في الخارج الأفلام الهندية ويمثلون نحو 12٪ من الإيرادات. وتمثل حقوق الموسيقى وحدها 4-5٪ من الإيرادات.
استثمرت الشركات العالمية مثل يونيفرسال وفوكس وورنر في صناعة السينما إلى جانب المؤسسات الهندية مثل آيه في إم برودكشنز وبراساد جروب وصن بيكتشرز وبي في بي سينيماز وزي ويو تي في. بحلول عام 2003، انضم نحو 30 شركة لإنتاج الأفلام إلى بورصة الهند الوطنية (NSE).

## تاريخها
يمتد تاريخ السينما في الهند إلى بداية عصر السينما. بعد عرض الصور المتحركة للوميير وروبرت بول في لندن سنة 1896، أصبح التصوير السينمائي التجاري إحساسًا عالميًا، وبحلول عام 1896، عُرض كل من أفلام لوميير وروبرت بول في بومباي.

### الافلام الصامتة (1890-1920)
عام 1897، قدم عرض فيلم للبروفيسور ستيفنسون عرضًا مسرحيًا في مسرح ستار كالكوتا. مع تشجيع وكاميرا ستيفنسون، صنع هيرال سين، المصور هالندي، فيلمًا من مشاهد مأخوذة من ذلك العرض أُطلق عليه زهرة بلاد فارس (1898). يظهر فيلم المصارعون (1899) من تأليف إتش إس باتافديكار، مباراة مصارعة في الحدائق المعلقة في بومباي، ويُعد أول فيلم يصوره شخص هندي وأول فيلم وثائقي هندي.
أول فيلم هندي صدر في الهند كان شري بنداليك، وهو فيلم صامت في ماراثي أخرجه داداساهيب تورن في 18 مايو 1912 في كورونيشن سينيماتوجراف في بومباي. جادل البعض بأن بنداليك لم يكن أول فيلم هندي، لأنه كان تسجيلًا فوتوغرافيًا لمسرحية ولأن المصور كان بريطانيًا يُدعى جونسون وطُبع الفيلم في لندن.
أنتج أول صور متحركة كاملة الطول في الهند داداساهيب بالكي، ويُعد بالكي رائد صناعة الأفلام الهندية وباحثًا في اللغات والثقافة الهندية. وظف عناصر من الملاحم السنسكريتية لإنتاج فيلمه راجا هاريشندرا سنة 1913، فيلم صامت عن المهارية. لعب الممثلون الذكور الشخصيات النسائية في الفيلم. أُنتجت طبعة واحدة فقط من الفيلم لعرضها في كورونيشن سينيماتوجراف في 3 مايو 1913، ونجحت تجاريًا. كان كيشاكا فادهام أول فيلم صامت في التاميل من صنع آر. ناتاراجا موداليار عام 1916.
كان مسرح مادان أول سلسلة لدور السينما الهندية، وكان مملوكًا لرجل الأعمال بارسي جامشيدجي فرامجي مادان، الذي أشرف على إنتاج 10 أفلام سنويًا ووزعها في جميع أنحاء الهند بدءًا من عام 1902. أسس شركة الفينستون بيوسكوب كومباني في كالكوتا. اندمجت الفينستون مع شركة مادان ثييترز ليمتد سنة 1919، التي جلبت العديد من الأعمال الأدبية الشعبية في البنغال إلى المسرح. وأنتج ساتياوادي راجا هاريشندرا عام 1917 وهو طبعة جديدة من راجا هاريشندرا (1913).
كان راغوباثي فينكاياه نايدو من ماشيليبتنام فنانًا هنديًا ورائدًا في الأفلام. شارك في العديد من أعمال السينما الهندية منذ 1909 وسافر عبر آسيا. كان أول من بنى وامتلك دور سينما في مادراس. أُطلق عليه أب سينما تيلوجو. صدر أول كالوي تيلجو وتاميل ثنائية اللغة في 31 أكتوبر 1931 في جنوب الهند. أسس ناتاراجا موداليار أول ستوديو أفلام في جنوب الهند في مادراس. اكتسب الفيلم شعبيةً في الهند، وكانت أسعار التذاكر في متناول الجماهير في بومباي، مع وسائل راحة إضافية مُتاحة بسعر أعلى.
بدأ المنتجون الشباب بدمج عناصر الحياة الاجتماعية والثقافية الهندية في السينما. جلب آخرون أفكارًا من جميع أنحاء العالم، وسرعان ما أدركت الجماهير والأسواق العالمية صناعة السينما الهندية.
شكلت الحكومة البريطانية سنة 1927 لجنة التحقيق السينمائية الهندية للترويج لسوق الأفلام البريطانية على حساب الأفلام الأمريكية في الهند. تألفت المحكمة الجنائية الدولية من ثلاثة بريطانيين وثلاثة هنود بقيادة ت. رانجاشاري، محامي مادراس. فشلت هذه اللجنة في دعم التوصيات المطلوبة لدعم الافلام البريطانية، وأوصت بدلًا من ذلك بدعم صناعة السينما الهندية الناشئة، وتأجلت اقتراحاتهم.

### الافلام المتكلمة (1930 – 1940)
أطلق أرديشار إيراني (آلام آرا)، أول فيلم متكلم هندي في 14 مارس 1931. أنتج إيراني لاحقًا أول فيلم متكلم في جنوب الهند اسمه كاليداس، إخراج إتش. إم. ريدي، صدر في 31 أكتوبر 1931. كان جوماي ساستي أول من يتحدث البنغالية. كان شيتور في. ناجايا واحدًا من أوائل الممثلين/المطربين/الملحنين/المنتجين/المخرجين في الهند، وعُرف باسم بول موني الهندي.
عام 1932، صُنع اسم توليوود لصناعة الأفلام البنغالية لأن توليليغونج تتناسب مع هوليوود. كانت توليلغونج آنذاك مركز صناعة السينما الهندية. تفوقت بومباي لاحقًا على توليلغونج مركزًا للصناعة، ووُلدت بوليوود والعديد من الأسماء الأخرى المستوحاة من هوليوود.
عام 1933، أنتجت شركة أفلام الهند الشرقية أول فيلم تيلوجو يدعى سافيتري. بناءً على مسرحية من تأليف ميلافارام بالا بهاراتي ساماجام، أخرج الفيلم سي. بولاياه مع الممثلين المسرحيين فيموري جاجاياه وداساري رامثايلاكام. كُرم الفيلم في مهرجان البندقية السينمائي الدولي الثاني.
في 10 مارس 1935، أنتج صانع أفلام رائد آخر هو جيوتي براساد أغاروالا أول فيلم له: جويموتي في أساميس. ذهب جيوتي براساد إلى برلين لمعرفة المزيد عن الأفلام. إندرامالاتي هو فيلم آخر أنتجه وأخرجه بعد جويموتي. كان دورجا سينتون أول استوديو للأفلام في جنوب الهند، أُنشأه سنة 1936 نيدامارثي سورايا في راجاموندري في أندرا براديش. شهدت ثلاثينيات القرن الماضي ظهور الموسيقى في السينما الهندية، بموسيقى مثل إندرا سابها وديفي ديفياني ما يُعد بداية الغناء والرقص في الأفلام الهندية. ظهرت الاستوديوهات بحلول 1935 في المدن الكبرى مثل مادراس وكلكتا وبومباي، إذ أصبحت صناعة الأفلام حرفة راسخة تتجسد في نجاح (ديفداس) من إخراج صانع أفلام أسامي يُدعى براماثيش بارواه. عام 1937، صدر كيسان كانياه الذي أخرجه موتي بي، وهو أول فيلم ملون صنع في الهند. فيلم فيشوا موهيني (1940)، هو أول فيلم هندي يصور عالم السينما الهندية. أخرج الفيلم واي. في. راي وكتبه باليجبالي كافي.
قدم سواميكامي فنسنت، الذي بنى أول سينما في جنوب الهند في كويمباتور، مفهوم سينما الخيام، إذ أقيمت خيمة على مساحة من الأرض المفتوحة لعرض الأفلام. كان الأول من نوعه في مادراس، وأطلق عليه سينما جراند أديسون. ويرجع ذلك إلى حقيقة أن الكربونات الكهربية استُخدمت لأجهزة عرض الصور المتحركة. افتتحت بومباي توكيز عام 1934 وبدأت ستوديوهات برابهات في بيون إنتاج الأفلام المهارية. أنتج أر. إس. دي. شودري فيلم الغضب (1930)، الذي حظره الراج البريطاني لتصويره الممثلين الهنود قادةً خلال حركة الاستقلال الهندية. أصبح فيلم سانت توكارام (1936) الذي يستند إلى حياة توكارام (1608–1650) قديس فاركاري وشاعر روحي، أول فيلم هندي يُعرض في مهرجان دولي للأفلام في نسخة 1937 من مهرجان البندقية السينمائي. عُد الفيلم أحد أفضل ثلاثة أفلام ذلك العام. عام 1938، شارك جودفالي رامبرامان في إنتاج وإخراج الفيلم الاجتماعي رايثو بادي، الذي حظرته أيضًا الإدارة البريطانية لتصوير انتفاضة الفلاحين بين الزمندار خلال فترة حكم الراج البريطاني.
نشأت أفلام ماسالا الهندية، وهو مصطلح يستخدم للأفلام مختلطة الأنواع التي تجمع بين الأغنية والرقص والرومانسية وما إلى ذلك، وظهرت بعد الحرب العالمية الثانية. خلال أربعينيات القرن الماضي، شكلت السينما في جنوب الهند نحو نصف قاعات السينما في الهند وعُدت السينما أداةً لإحياء الثقافة. أدى تقسيم الهند بعد الاستقلال إلى تقسيم أصول الدولة وانتقل عدد من الاستوديوهات إلى باكستان، وأصبح التقسيم موضوعًا سينمائيًا بعد ذلك.
بعد الاستقلال الهندي، حققت لجنة إس. كي. باتيل في صناعة السينما. أوصى باتيل بإنشاء مؤسسة تمويل الأفلام (FFC) التابعة لوزارة المالية. اعتُمدت هذه النصيحة عام 1960 ووفرت المؤسسة الدعم المالي لصناع الأفلام. أنشأت الحكومة الهندية قسمًا للأفلام بحلول عام 1948، الذي أصبح لاحقًا أحد أكبر منتجي الأفلام الوثائقية في العالم، ينتج سنويًا أكثر من 200 فيلم وثائقي قصير بـ18 لغة، مع 9000 مطبوعة لمسارح الأفلام الدائمة في جميع أنحاء البلاد.
بدأت جمعية المسرح الشعبي الهندي (IPTA)، وهي حركة فنية ذات ميل شيوعي، تتبلور خلال أربعينيات وخمسينيات القرن الماضي. أعدت مسرحيات الجمعية الواقعية، مثل نابانا بيجون باتشاريا (1944) أساس الواقعية في السينما الهندية، التي مثلها خواجة أحمد عباس في (أطفال الأرض) عام 1946. واصلت حركة الجمعية تأكيد الواقعية وواصلت إنتاج الهند الأم وبياسا، من بين المنتجات السينمائية الأشهر في الهند.